# 波洛奇克河

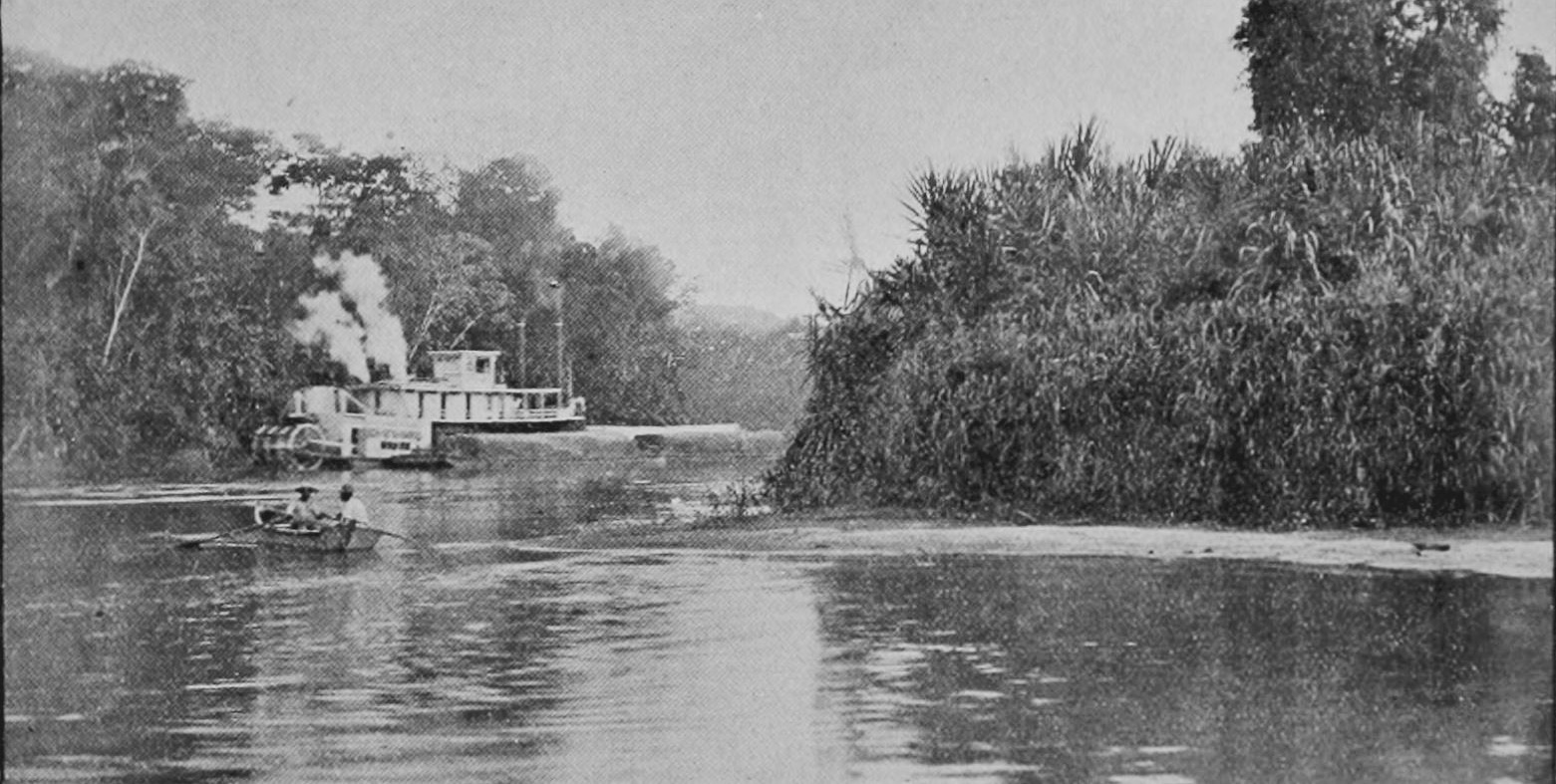
波洛奇克河

波洛奇克河是危地馬拉的河流，位於該國東部，河道全長194公里，發源自上維拉帕斯省南部，最終注入伊薩瓦爾湖，流域面積2,811平方公里。